# Bandrani-Mtsangani
Bandrani-Mtsangani  est une ville et une commune de l'union des Comores, située sur l'île de Anjouan dans la préfecture de Mutsamudu. En 2010, sa population est estimée à 3 585 habitants.
La commune comprend les localités suivantes : Bandrani-Mtsangani, Chitrouni, Saandani et Mjamaoué.